# Pet Shop Mundo Cão
| Críticas profissionais | Críticas profissionais |
| Avaliações da crítica  | Avaliações da crítica  |
| Fonte                  | Avaliação              |
| ---------------------- | ---------------------- |
| Cliquemusic            | [ 1 ]                  |
| Folha de S.Paulo       | Aprovado               |

Pet Shop Mundo Cão (estilizado como PetShopMundoCão) é o quarto álbum de estúdio do cantor e compositor brasileiro Zeca Baleiro. O álbum foi lançado em 2002 pelo selo MZA/Abril Music.
Este disco, que tem uma sonoridade mais voltada à música eletrônica, conta com as participações especiais, entre outros, de: Arnaldo Baptista (piano em "Um Filho e Um Cachorro"), Z'África Brasil, Elba Ramalho e Simone Mazzer.

## Recepção
Segundo o músico André Malê, convidado pela revista Trip para fazer uma resenha sobre este álbum, "PetShopMundoCão se destaca pelas letras, todas muito boas, em particular as de "Eu Despedi o meu Patrão" e "Guru da Galera". Já a batida da percussão é o que mais chama a atenção em todo o álbum".
O jornal Estadão afirma que o músico acertou ao incorporar toques de música eletrônica, mostrando "sua vocação de transgressor". Segundo o jornal, "Baleiro incorpora de vez a eletrônica, o sampler, os beats. Mas toma o cuidado, raro, de não deixar a programação encobrir outros arranjos, de cordas ou sopros. ... ao incorporar samples, scratches e beats, Baleiro engrossa o time dos que apostam na fusão como linguagem, alardeando uma suposta falência dos gêneros. Pode parecer pretensioso, mas no caso específico de Baleiro, é sincero".

## Faixas
| N.º | Título | Compositor(es)                             | Duração |  |
| 1.  | "Minha Tribo Sou Eu" (Part. Especial: As Gatas - Vozes)                                                                              | Zeca Baleiro                               | 4:11    |  |
| 2.  | "Eu Despedi o Meu Patrão" (Part. Especial: MC Gaspar (Z'África Brasil) - Voz e Zorra)                                                | Zeca Baleiro, Capinan                      | 3:35    |  |
| 3.  | "O Hacker" (Part. Especial - Vange Milliet: Voz)                                                                                     | Zeca Baleiro                               | 4:01    |  |
| 4.  | "Telegrama" | Zeca Baleiro                               | 6:04    |  |
| 5.  | "Mundo dos Negócios" (Part. Especial: Carlos Dafé - voz)                                                                             | Zeca Baleiro                               | 4:12    |  |
| 6.  | "Guru da Galera" | Zeca Baleiro, Fernando Abreu               | 3:29    |  |
| 7.  | "Drumembêis" (Part. Especiais: Banda Karnak : Diversos / Elba Ramalho - Voz / Totonho e Os Cabra - Diversos)                         | Zeca Baleiro, Fernando Abreu               | 4:01    |  |
| 8.  | "Um Filho e Um Cachorro" (Part. Especial: Arnaldo Baptista - piano)                                                                  | Zeca Baleiro                               | 4:19    |  |
| 9.  | "Fiz Esta Canção" | Zeca Baleiro, Mathilda Kovak               | 2:38    |  |
| 10. | "As Meninas dos Jardins" (Part. Especial: Fernandinho Beat Box (Z'África Brasil) - Beat Box e Voz)                                   | Zeca Baleiro                               | 4:14    |  |
| 11. | "Mundo Cão (Vinheta) (Part. Especial: Fernandinho Beat Box (Z'África Brasil) - Beat Box e Voz)"                                      | Zeca Baleiro, Sérgio Natureza              | 1:17    |  |
| 12. | "Filho da Véia" (Part. Especial: As Gatas - Vozes)                                                                                   | Luiz Américo, Braguinha                    | 3:22    |  |
| 13. | "A Serpente (Outra Lenda)" (Part. Especial: Grupo de Bumba-Meu-Boi de Ribamar - Coro)                                                | Zeca Baleiro, Ramiro Musotto, Celso Borges | 4:22    |  |
| 14. | "Meu Nome é Nelson Rodrigues (Vinheta)" (Part. Especiais): Antônio Vieira, Celso Borges, Josias Sobrinho, Lúcia Santos - Declamação) | Zeca Baleiro, Érico Theobaldo              | 0:46    |  |

## Sobre as Canções
Em algumas músicas deste álbum, é possível perceber citações à letras de outras canções e até de poemas, a saber:
- "Despedi o Meu Patrão" - Nesta canção, Zeca faz uma crítica a mais valia, conceito criado por Karl Marx para definir a diferença entre o valor da mercadoria produzida e a soma do valor dos meios para sua produção, incluindo o valor do trabalho. A música termina com um fragmento do Soneto "Neste mundo é mais rico, o que mais rapa" do poeta baiano Gregório de Matos que trata da exploração exercida pela classe dominante.
- "Telegrama" - No final da música, é cantado "Me dê a mão. Vamos sair pra ver o sol...". Trata-se de uma parte da letra da música Estrada do Sol, de Tom Jobim.
- "Mundos dos Negócios" - No final da canção há um trecho do poema "Salmo Perdido", de Dante Milano.
- "As Meninas dos Jardins" - Nesta música , Zeca faz citações às canções Rua Augusta (gravada por Ronnie Cord, em 1964) e Alegria, Alegria, de Caetano Veloso.
- "A Serpente (Outra Lenda)" - A canção faz referência a lenda da "serpente encantada", contada em São Luís, Maranhão.